# 奧克斯科納斯 (紐約州)
奧克斯科納斯（英語：Oaks Corners）是位於美國紐約州安大略縣的非建制地區。

## 歷史
奧克斯科納斯的郵局自1832年營運至今。

## 地理
奧克斯科納斯所處的海拔為高於海平面150米（即492英呎），而該地所採用的時區為UTC-5，即北美东部时区（EST）。同時該地設有夏令時間，為UTC-5調快一小時，即UTC-4（EDT）。